# Hamahanot Haolim
Hamahanot Haolim (en hebreo: המחנות העולים) es un movimiento juvenil sionista israelí. 

## Principios
Este grupo está asociado con el movimiento del kibutz unificado. Sus principios básicos son: el sionismo, el sionismo socialista, la democracia y el humanismo. Desde el momento de su creación en 1931, sus miembros han trabajado para promover una amplia gama de proyectos que benefician a la sociedad israelí. Hay actualmente más de 50 ramas activas en el Estado de Israel, con más de 7.000 miembros. En el mes de junio del año 2012, esta organización juvenil fue expulsada del Movimiento Internacional de los Halcones, porque el grupo no puso fin a sus actividades en los asentamientos israelíes en los territorios palestinos ocupados.

## Actualidad
Actualmente, hay ramas activas de la organización por todo el Estado de Israel, en las ciudades, en los pueblos y en los kibutz. Sus miembros son alentados para asumir responsabilidades por sus contribuciones a la realización de promover el pluralismo, el sionismo y la igualdad social en Israel y formar parte de una amplia gama de actividades locales, regionales y nacionales, como por ejemplo: las actividades comunitarias, los seminarios y los campamentos. También llevan a cabo diversas actividades internacionales, entre ellas cabe mencionar la conmemoración del Holocausto. Sus miembros a menudo organizan viajes a Polonia para los estudiantes de bachillerato de los institutos.
- Datos: Q2258024
- Multimedia: HaMahanot HaOlim / Q2258024